# Завьяловка (река)
Завьяловка — река в России, протекает в Саратовской области. Устье реки находится в 39 км по левому берегу реки Карабулак. Длина реки составляет 12 км.

## Данные водного реестра
По данным государственного водного реестра России относится к Нижневолжскому бассейновому округу, водохозяйственный участок реки — Терешка от истока и до устья. Речной бассейн реки — Волга от верховий Куйбышевского вдхр. до впадения в Каспий.
Код объекта в государственном водном реестре — 11010001912112100010691.